# Pyrazole
Le pyrazole est le composé organique parent de la classe des pyrazoles et consiste en un hétérocycle aromatique caractérisé par une structure de cycle à 5 avec trois atomes de carbone et deux atomes d'azote en positions adjacentes. Les pyrazoles ainsi composés et ayant des effets pharmacologiques sur les humains, sont classés parmi les alcaloïdes, mais ils sont rares dans la nature.

## Histoire
Le terme « pyrazole » a été donné à cette classe de composés par Ludwig Knorr en 1883, mais le pyrazole lui-même fut obtenu par Buchner en 1889. En 1959, le premier pyrazole naturel, la 1-pyrazolyle-alanine, a été isolé à partir de graines de pastèques.

## Synthèse et réaction
- Dans une méthode classique développée par Hans von Pechmann en 1898, le pyrazole peut être synthétisé à partir d'acétylène et de diazométhane[6].
- Les pyrazoles sont produits synthétiquement par la réaction d'aldéhydes α,β-insaturés avec de l'hydrazine suivie d'une déshydrogénation :

- Les pyrazoles réagissent avec le borohydrure de potassium, KBH4 pour former des composés de la classe des ligands scorpionates (en).
- Le rendement de la synthèse du pyrazole peut être amélioré grâce à la sonocatalyse[7].

## Utilisation et propriétés

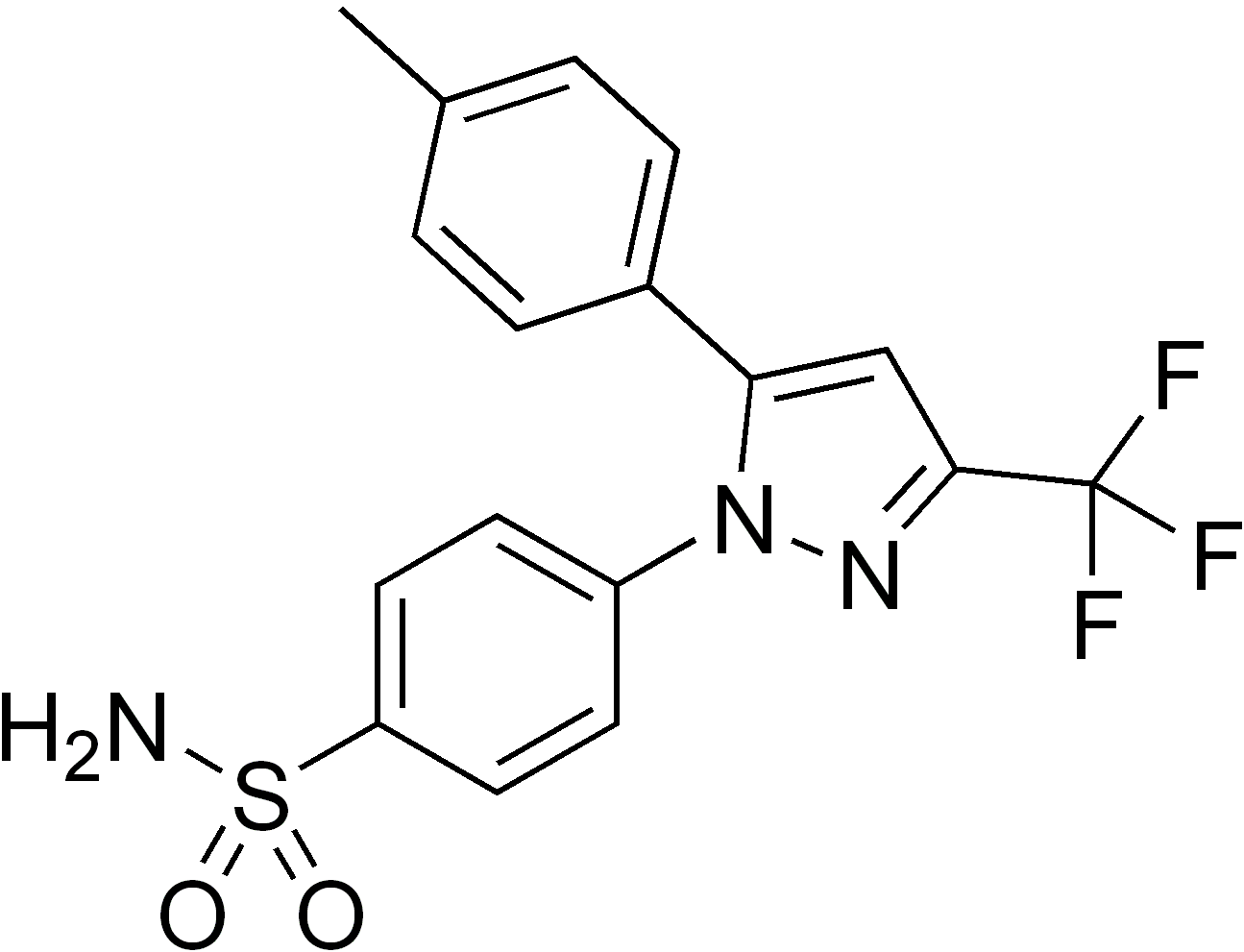
le célécoxib, un dérivé pyrazole utilisé comme analgésique anti-inflammatoire

En médecine, les dérivés de pyrazoles sont utilisés pour leurs propriétés d'analgésique, anti-inflammatoire, antipyrétique, antiarythmique, calmant, de relaxant musculaire, psychoanaleptique, anticonvulsivant, IMAO et pour leurs activités antidiabétiques et antibactérien.

## Composé apparenté
Les composés structurellement apparentés au pyrazole sont ses formes réduites, la pyrazoline et la pyrazolidine (en).